# Sip Express Router
SIP Express Router (SER) es un servidor SIP para telefonía IP. Se distribuye como software libre bajo licencia GPL